# Peu de poll
La forcadella o peu de poll, entre altres noms comuns(Digitaria sanguinalis) és una espècie de planta monocotiledònia de la família Poaceae (Gramineae), subfamília Panicoideae, originària del Vell Món. És una planta herbàcia anual d'hàbit decumbent o postrat, amb culms que poden arribar als 10 a 30 cm de llarg. La inflorescència està formada per raïms espiciformes agrupats en un pseudo-verticil a l'extrem de la tija floral. Com totes les Panicoideae és una planta C
4.
La planta es conrea principalment com a farratge. Antigament es conreava per les seves llavors a l'Europa oriental. També és una herba adventícia a l'Europa occidental, particularment en els cultius de blat de moro a Bèlgica, però també a diverses regions del món on s'ha introduït. A Austràlia s'ha informat que algunes poblacions són resistents als herbicides. Aquesta espècie està tipificada com invasora en algunes regions del món, sobretot als Estats Units.

## Taxonomia

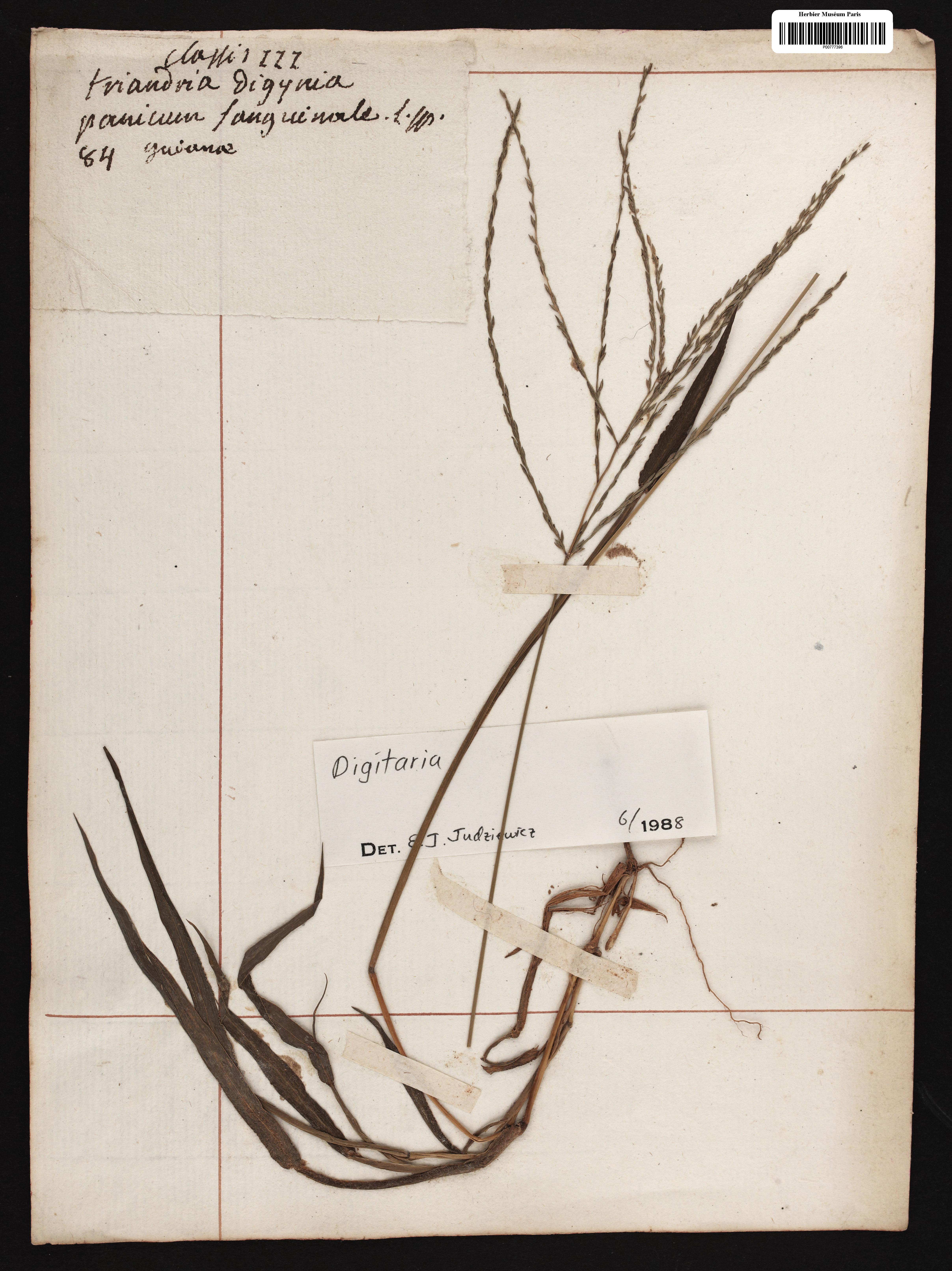
Panicum sanguinale de l'herbari de Jean-Jacques Rousseau

L'espècie fou descrita per Linné el 1735 i l'anomenà Panicum sanguinale a Species Plantarum 1:57. El 1771 el naturalista austríac Giovanni Antonio Scopoli transferí l'espècie al gènere Digitaria  (creat el 1768 per Albrecht von Haller, naturalista suís).

El nom genèric Digitaria deriva del llatí digitus "dit", fent referència a la forma de la inflorescència que es ramifica com els dits d'una mà L'epítet específic sanguinalis és d'origen llatí (deriva de sanguis, -inis, " sang ») i fa referència a la freqüent coloració porpra-vermella de les parts aèries de la planta (sobretot les inflorescències i les beines de les fulles).

### Llista de subespècies i varietats
Segons Tropicos (5 d'octubre de 2016)  (avís: llista sense processar podria ser que contingués sinònims taxonòmics) :
- Digitaria sanguinalis subsp. aegyptiaca (Willd.) Henrard
- Digitaria sanguinalis subsp. ciliaris (Retz.) Arcang.
- Digitaria sanguinalis subsp. pectiniformis Henrard
- Digitaria sanguinalis subsp. sabulosa (Tzvelev) Tzvelev
- Digitaria sanguinalis subsp. sanguinalis
- Digitaria sanguinalis subsp. vulgaris (Schrad.) Henrard
- Digitaria sanguinalis var. aegyptiaca (Willd.) Maire & Weiller
- Digitaria sanguinalis var. atricha (Asch. & Graebn.) Podp.
- Digitaria sanguinalis var. australis Griseb.
- Digitaria sanguinalis var. biverticillata A. Reyn.
- Digitaria sanguinalis var. ciliaris (Retz.) Parl.
- Digitaria sanguinalis var. debilis (Desf.) Prain
- Digitaria sanguinalis var. distachya (Asch. & Graebn.) Podp.
- Digitaria sanguinalis var. duplicata Tuyama
- Digitaria sanguinalis var. eriogona (Schrad.) Henrard
- Digitaria sanguinalis var. esculenta (Gaudin) Caldesi
- Digitaria sanguinalis var. evalvula (Honda) Honda
- Digitaria sanguinalis var. extensa (Hook. f.) Rendle
- Digitaria sanguinalis var. fimbriata (Link) Stapf ex Merr.
- Digitaria sanguinalis var. frumentacea Henrard
- Digitaria sanguinalis var. gigantea Schur
- Digitaria sanguinalis var. glabra (Hack.) Henrard
- Digitaria sanguinalis var. gracilis (Guss.) Henrard
- Digitaria sanguinalis var. horizontalis (Willd.) Rendle
- Digitaria sanguinalis var. interrupta Rendle
- Digitaria sanguinalis var. marginata (Link) Fernald
- Digitaria sanguinalis var. multinervis (Honda) Kitag.
- Digitaria sanguinalis var. parvispicula (Reyn.) Henrard
- Digitaria sanguinalis var. pruriens (Fisch. ex Trin.) Prain
- Digitaria sanguinalis var. pubescens (Hack. ex A. Reyn.) Henrard
- Digitaria sanguinalis var. repens (Asch. & Graebn.) Farw.
- Digitaria sanguinalis var. rhachiseta (Henrard) B. Boivin
- Digitaria sanguinalis var. rottleri (Hook. f.) Prain
- Digitaria sanguinalis var. rottleriana Henrard
- Digitaria sanguinalis var. sanguinalis
- Digitaria sanguinalis var. sativa Tausch ex Bercht.
- Digitaria sanguinalis var. timorensis (Kunth) Hayata}}

### Sinònims
Segons POWO Digitaria sanguinalis té 62 sinònims (noms no vàlids) dels quals només conserven Panicum sanguinale L.

## Morfologia
D. sanguinalis és una planta anual, cespitosa o solitària, pilosa a les fulles i beines foliars, amb arrels fibroses.
El culm (tija) és ramificat, llarg, ascendent, sovint produint arrels als nusos inferiors. Fa de 20 a 60 cm de llargada. La lígula d'1-2 mm és truncada.
Les fulles són molt piloses (pèl mitjà de 0,5 mm, visible amb lupa) estesa a la resta d'òrgans i constant. L'amplada de les fulles és notable (gairebé 6 mm a la segona fulla). Fulles força curtes, sovint ondulades, piloses a la beina. La fulla és lineal, 3–12 c  de llarg per 0,1–0,5 cm. La beina és de color verd a vermellós-porpra.
La inflorescència es compon de 4 a 10 raïms espiciformes digitats, de 6−12 cm  de llargada.
Les espiguetes son lanceolades, llargues (d'uns 3 mm , geminades en 2 fileres, una curta, l'altra més llarga pedicel·lada, oval-oblonga, de les quals sorgeixen pedicels curts amb una sola flor, glumes inferiors molt petites, glumes superiors tan llargues com l'espiga, cobertes de pèls fins, glumes estèrils agudes.
El fruit és una cariopsi tancada per dues glumel·les. La llavor glabra consisteix generalment d'una espigueta que conté una flor fèrtil i una flor estèril. La gluma inferior està molt reduïda o manca; la gluma superior està per sota de la meitat de la llavor.
La floració ocorre de juliol a octubre.
Les nervadures escabres de la lemma inferior, tot i que cal una bona lent per a mirar-ho, són la millor manera de distingir aquesta espècie de Digitaria ciliaris .

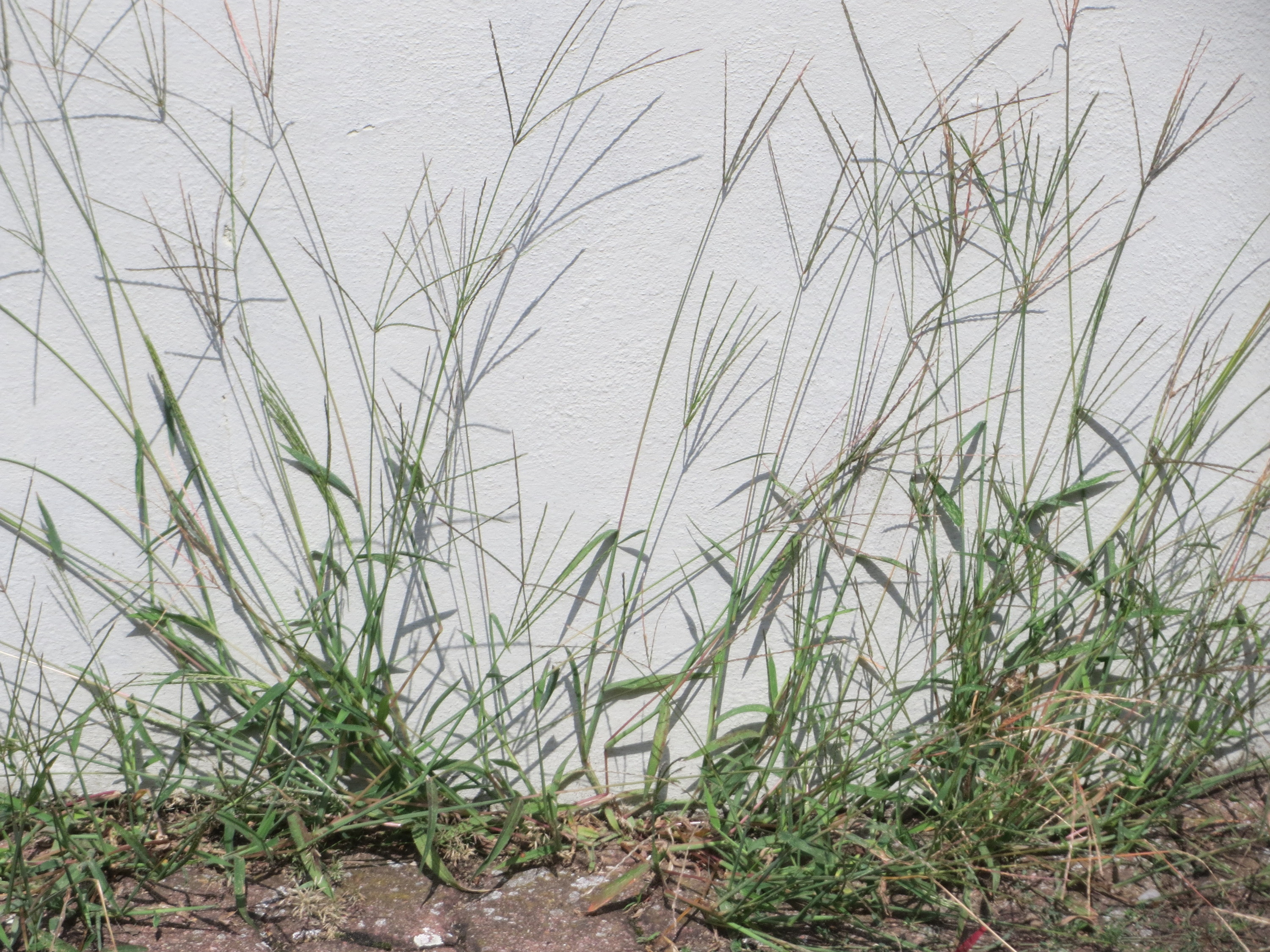
D. sanguinalis al peu d'una paret (Hockenheim)
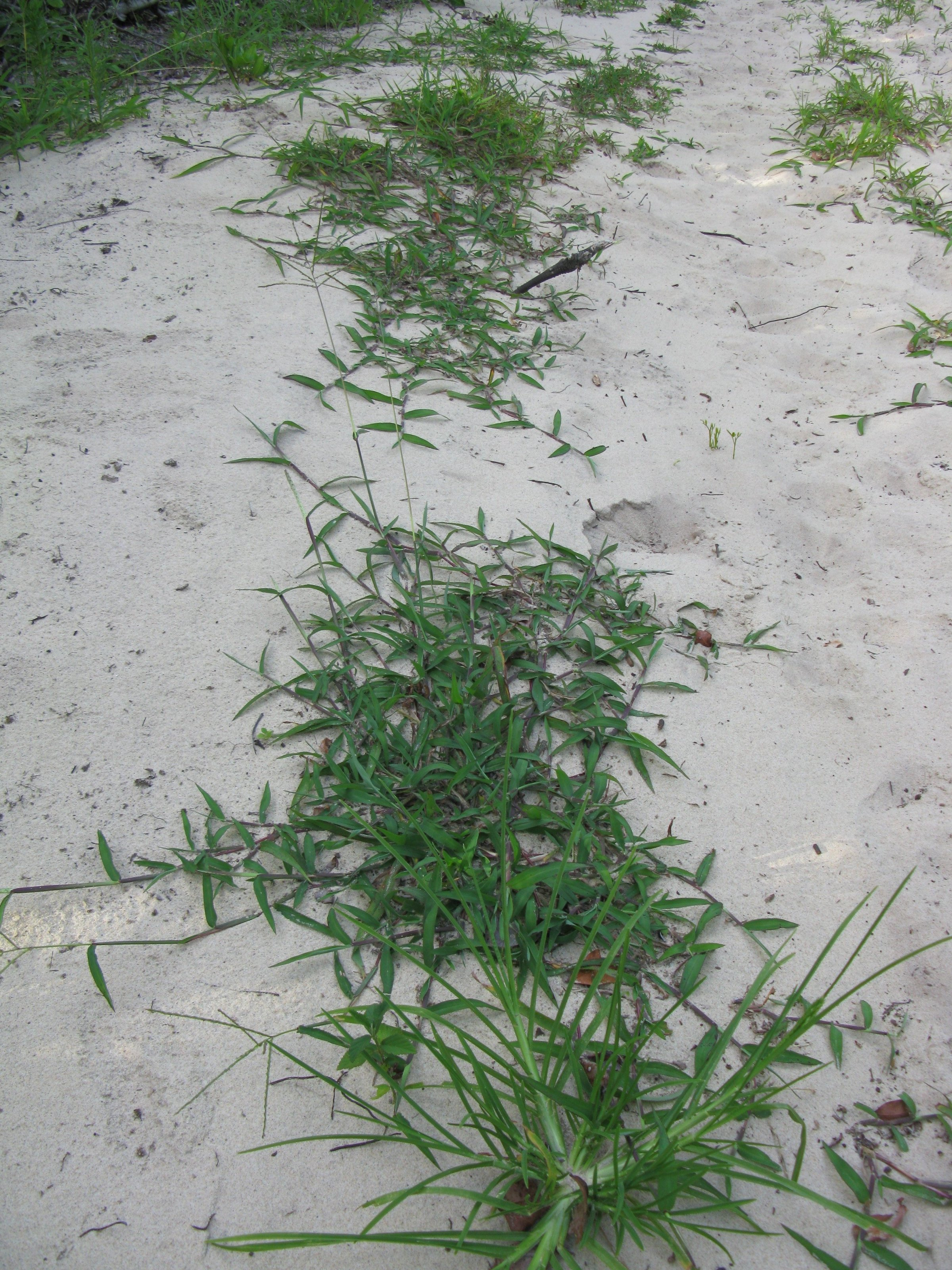
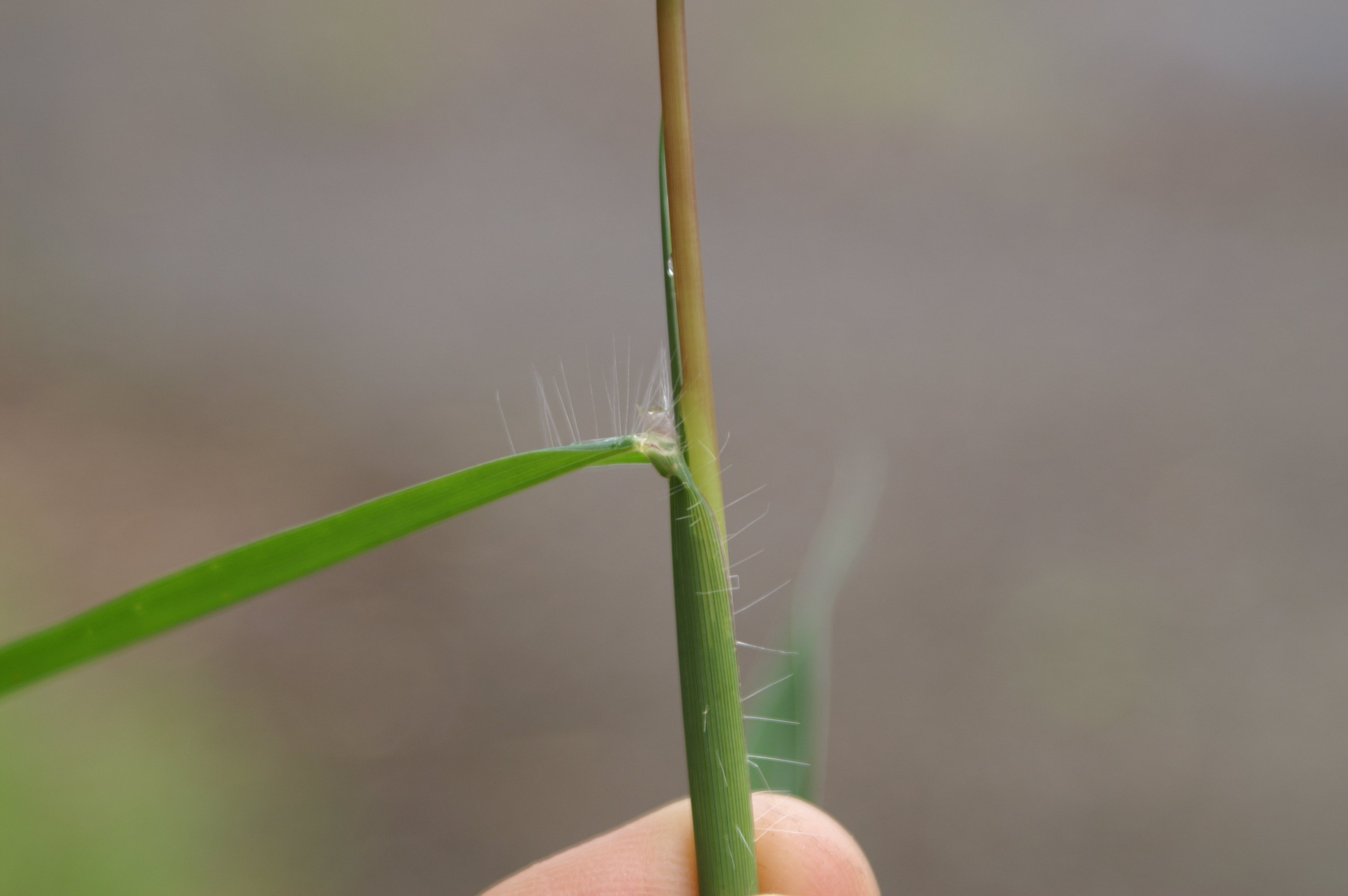
Fulla pilosa a la base
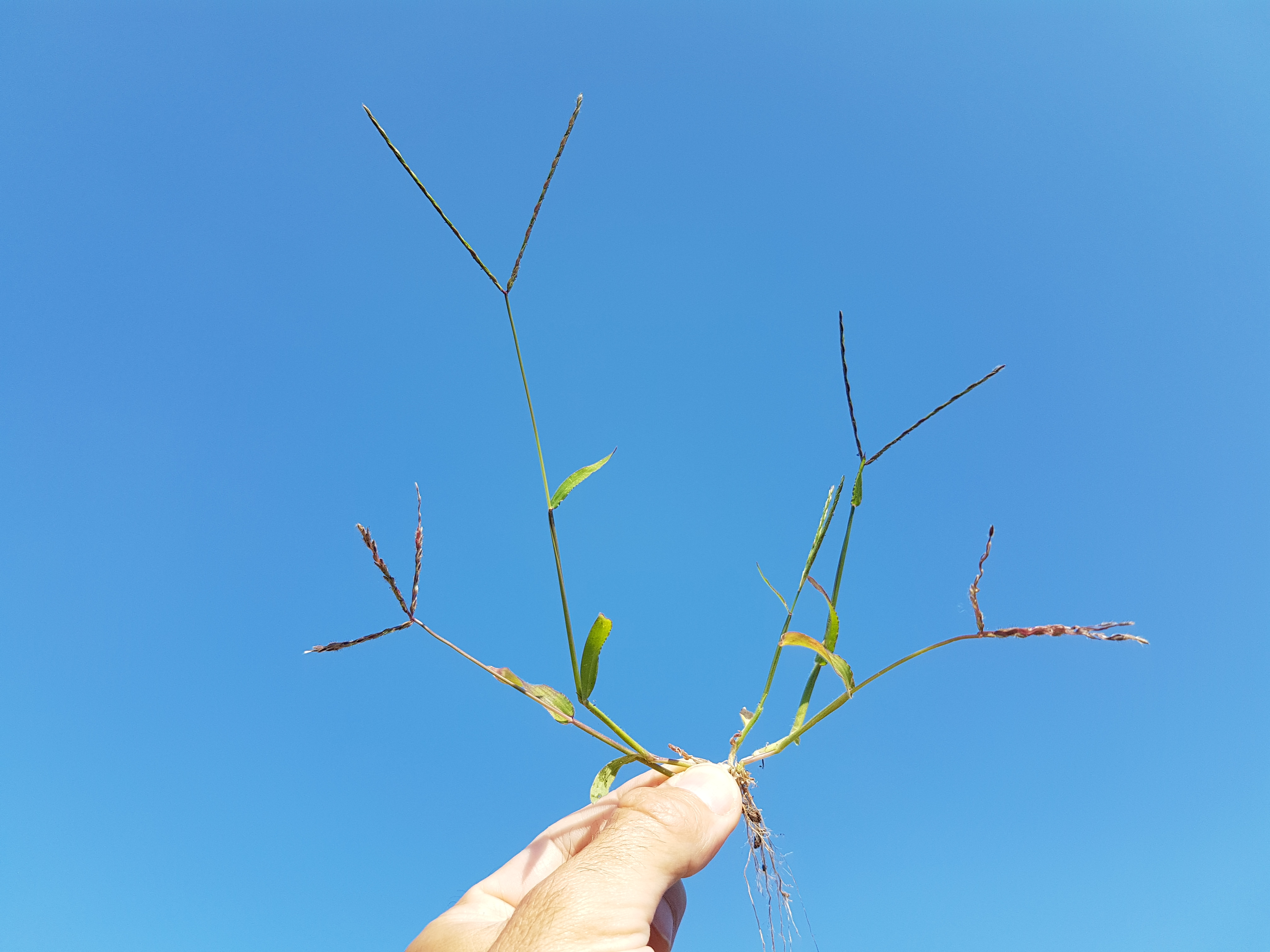
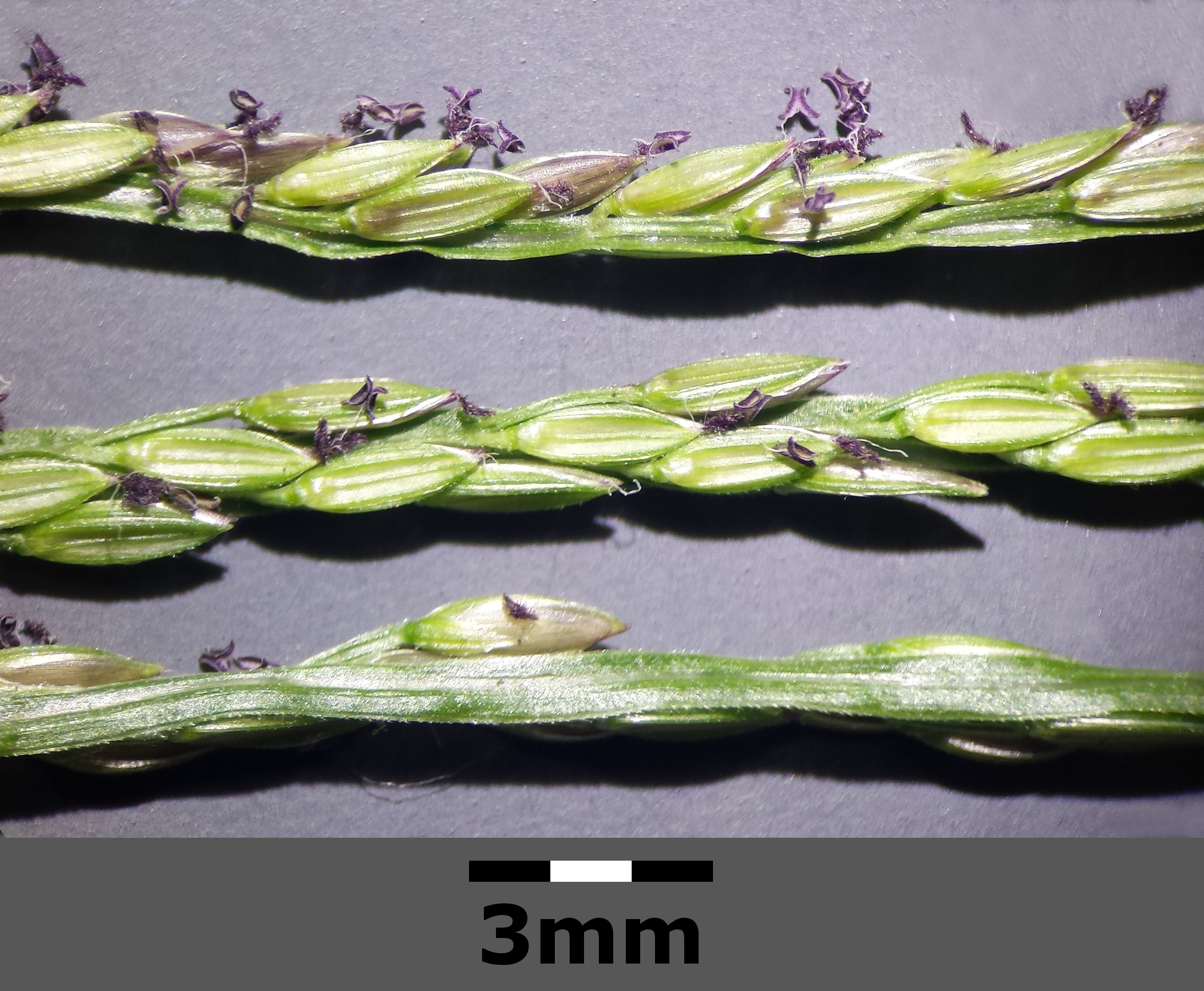
Espiguetes amb anteres visibles
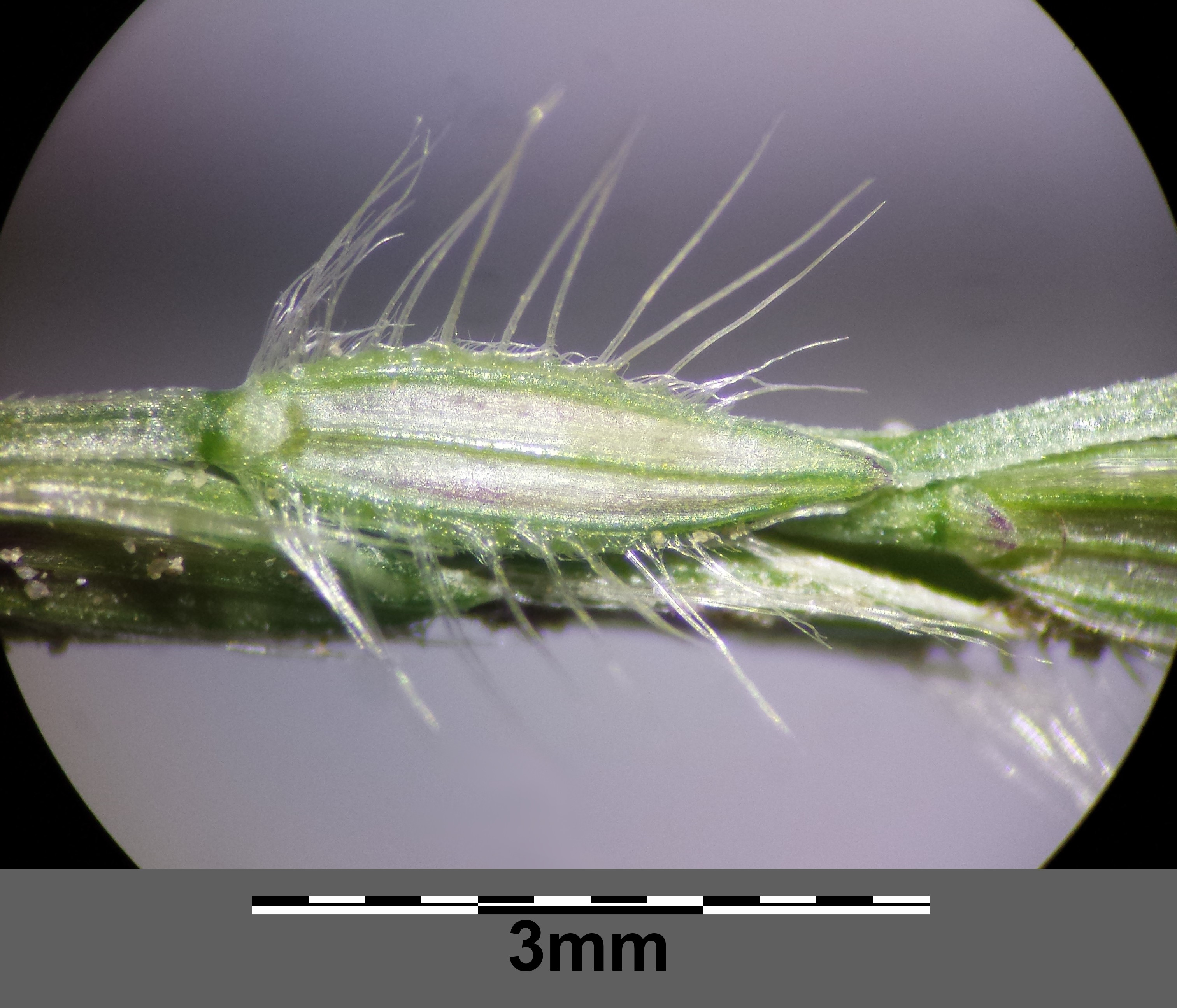
Espiguetes de la subespècie pectiniformis
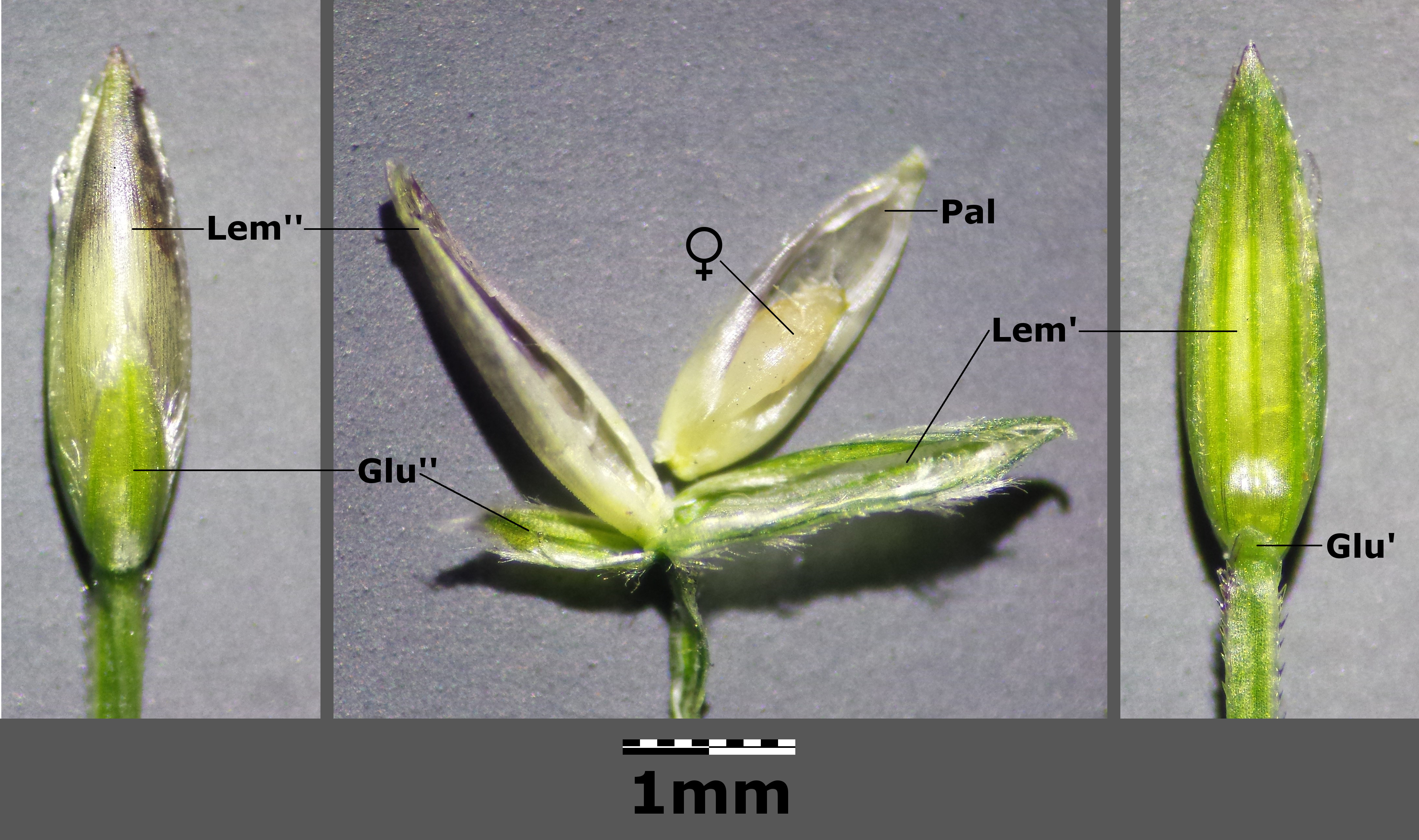
Glu'=gluma inf. ; Glu''=gluma sup. ; Lem=lemma, Pal=palea

## Hàbitat
Digitaria sanguinalis és comú a vinyes, camps i horts. A les poblacions es troba sovint en parterres i jardineres. Com que necessita poca terra per créixer, creis a les voreres al peu dels murs o entre les llambordes.

## Distribució
Segons POWO  Digitaria sanguinalis és originària dels països que voregen el Mediterrani, el mar Negre i el mar Caspi, i més a l'est, als països de l'Àsia Central, l'Afganistan, el Pakistan, l'Índia, la Xina i al sud, Aràbia i el Sudan.
S'ha introduït al nord d'Europa, l'Amèrica del Nord, Mèxic i llocs a l'Amèrica del Sud, així com entre Sud-àfrica i Kenya. Per això es considera que té una distribució cosmopolita i es troba a totes les regions temperades i temperades càlides del món.

## Ús
La planta es conrea principalment per a farratge. A l'edat mitjana es conreava Digitaria sanguinalis pels seus fruits comestibles.